# Founders Brewery

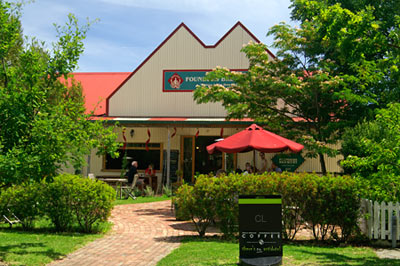
Founders Brauerei/Cafe

Die Founders Brauerei ist eine Familienbrauerei im neuseeländischen Nelson. Sie gehört einer neuseeländischen Vereinigung von „Craft Brewers“ an. Es handelt sich dabei um Kleinstbrauereien, die auf traditionelle Weise Bier brauen. Im Vordergrund steht dabei die Handwerkskunst und Qualität statt Quantität. Aus diesem Grund sind diese Biere meistens nur lokal begrenzt erhältlich.

## Geschichte
Gegründet wurde die Brauerei 1854 von J.R. Dodsen, der von Australien nach Neuseeland immigrierte. Heute ist John Duncan Familienoberhaupt und Bierbrauer der fünften Generation. Sein Sohn Matt hat im November 2006 sehr erfolgreich sein erstes eigenes Bier gebraut (Fair Maiden Ale), das auf Anhieb einen Preis gewann.

## Produkte
Zurzeit werden sechs verschiedene Getränke gebraut:
- Founders 160 Golden Lager
- Founders 1946 Pilsner
- Founders 1953 Mid Way Pale Ale
- Founders 2009 IPA
- Founders 1854 Porter
- Founders 1903 Red Ale
- Founders 1921 Stout

## Zertifizierungen
- Bio-Gro (#2598)
- IFOAM Internationale Vereinigung der ökologischen Landbaubewegung

## Auszeichnungen und Preise
Die Produkte der Brauerei gewannen mehrfach Auszeichnungen und Preise
- Champion Small Brewery Beer Australian International Beer Awards (AIBA)
- Class Winner AIBA
- Class Winner NZIBA

Fair Maiden Ale (seit 11/2006)
- 4.5 von 5 Capital Times tasting expo 2006